# Ellipteroides serenus
Ellipteroides serenus är en tvåvingeart som först beskrevs av Alexander 1922.  Ellipteroides serenus ingår i släktet Ellipteroides och familjen småharkrankar. Inga underarter finns listade i Catalogue of Life.